# Утя
Утя — река в России, протекает по Оренбургской области. Устье реки находится в 35 км по правому берегу реки Малой Хобды. Длина реки составляет 17 км.

## Данные водного реестра
По данным государственного водного реестра России относится к Уральскому бассейновому округу, водохозяйственный участок реки — Илек. Речной бассейн реки — Урал (российская часть бассейна).
Код объекта в государственном водном реестре — 12010000912112200009199.